# Iwan Popow (Radsportler)
Iwan Popow (bulgarisch Иван Попов; * 23. März 1951 in Gorna Malina, Sofia; † Juni 2014 ebenda) war ein bulgarischer Radrennfahrer.

## Sportliche Laufbahn
Popow war Teilnehmer der Olympischen Sommerspiele 1976 in Montreal. Im olympischen Straßenrennen schied er beim Sieg von Bernt Johansson aus dem Rennen aus. Im Mannschaftszeitfahren belegte der bulgarische Vierer den 12. Platz.
1971 und 1972 siegte er im Straßenrennen der Balkan-Meisterschaften. 1972 gewann er die Bulgarien-Rundfahrt vor Lucjan Lis sowie einen Tagesabschnitt im Etappenrennen Sofia–Warna. In der Bulgarien-Rundfahrt 1975 gewann er eine Etappe.
Er fuhr er die Internationale Friedensfahrt 1974 (38.) und 1975 (15.).